# Geophis championi
Geophis championi är en ormart som beskrevs av Boulenger 1894. Geophis championi ingår i släktet Geophis och familjen snokar. Inga underarter finns listade i Catalogue of Life.
Arten är endast känd från ett fåtal fynd från provinsen Chiriquí i västra Panama. Ett exemplar hittades vid 1370 meter över havet. Denna orm lever i fuktiga skogar. Honor lägger ägg.
Skogens omvandling till odlingsmark kan vara ett hot för beståndet. Under 2010-talet dokumenterades inga individer. IUCN listar arten med kunskapsbrist (DD).